# Караганда

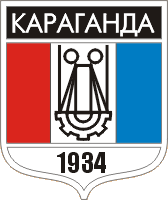
Старий герб міста

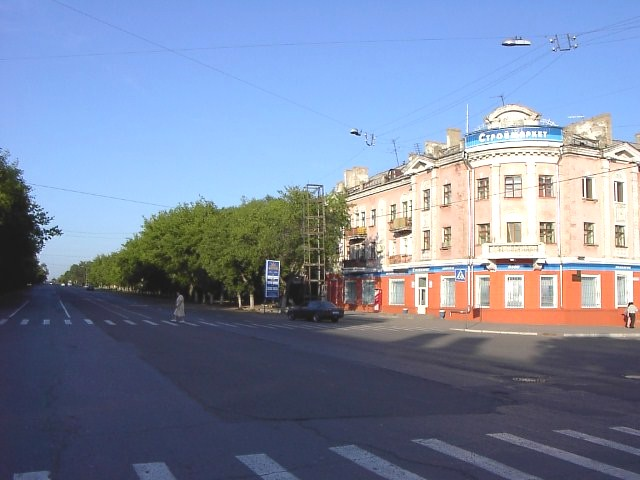
вулиця Леніна

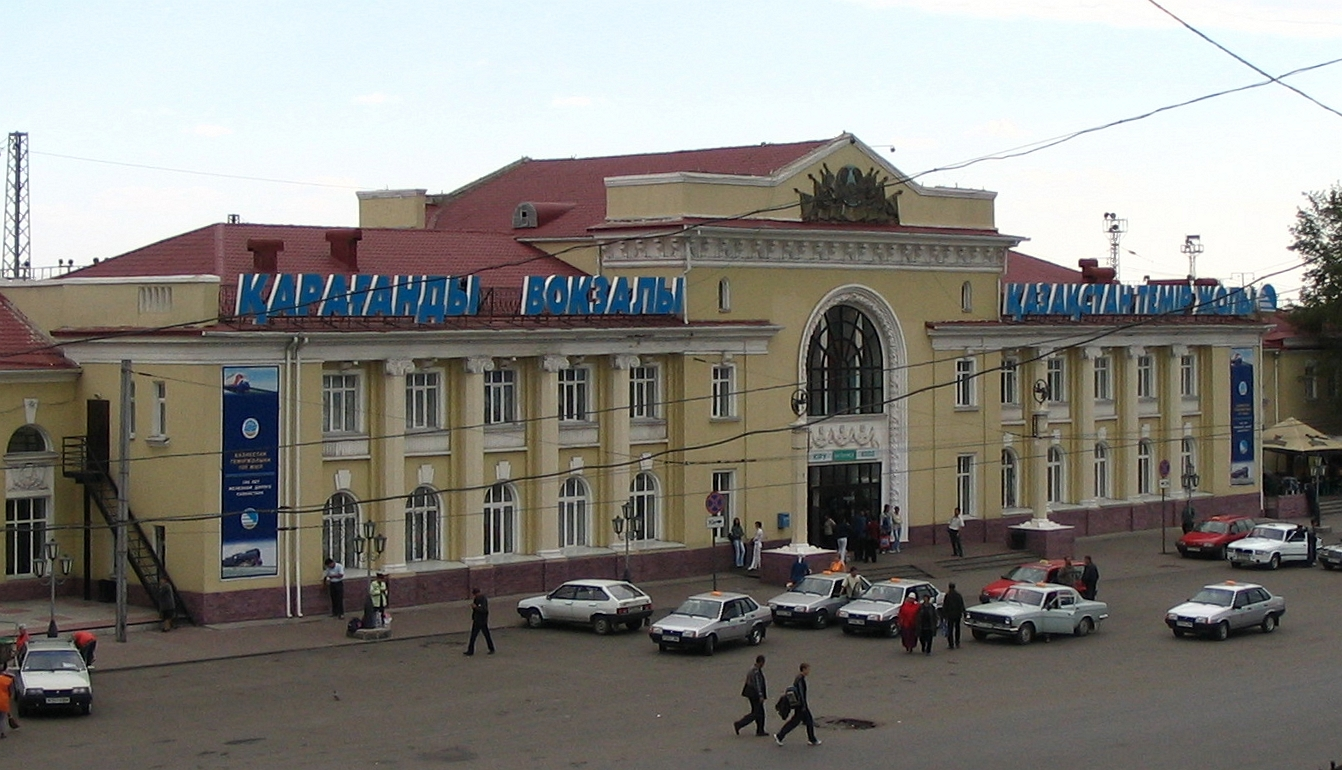
Центральний вокзал Караганди

Караганда́ (Караганди, Караґанда; каз. Қарағанды, трансліт. Qarağandı (Caraqandi), латиніз. قاراغاندى) — місто в Казахстані, центр Карагандинської області, адміністративний центр Карагандинської міської адміністрації. Великий індустріально-промисловий, науковий і культурний центр.
10 лютого 1934 року Караганда отримала статус міста.
Сьогодні Караганда — найбільше місто області за населенням — 451,8 тис. осіб. (за станом на кінець 2006) і четверте за чисельністю населення в Казахстані (після — Алмати, Астани і Шимкенту).
Адміністративно місто поділене на два райони: імені Казибек-бі та Аліхана Бокейханова. Місцевими органами управління є міський акимат і міський масліхат.
У Караганді працюють великі підприємства з видобутку вугілля, а також підприємства машинобудування, металообробки і харчової промисловості. У місті працює велика кількість підприємств транспорту і зв'язку. Сьогодні[коли?] Караганда є найбільшим[джерело?] промисловим, економічним і культурним центром Казахстану.

## Населення
Населення — 508824 особи (2021; 459778 у 2009, 436864 у 1999, 613797 у 1989).

## Етимологія
Вважається, що свою назву місто отримало від поширеного в цих місцях чагарника карагани (жовта акація).
каз. Қарағанды — караганне.

## Історія
Ще в XIX столітті на місці міста не було нічого. Існує легенда, що в 1833 році хлопчик-пастух Аппак Байжанов знайшов вугілля. В кінці XIX століття почався видобуток вугілля спочатку російськими купцями, потім французькими і англійськими підприємцями. На копальнях працювали жителі селищ Велика Михайлівка, Тихонівка, Зелена Балка і Новоузенка.
У 1930 році був відновлений активний видобуток вугілля і почалося будівництво тимчасових жител типу глинобитних напівземлянок для приїджих робітників і їх сімей. Потім були побудовані селища Майкудук, Нова Тихонівка і Пришахтинський, у яких оселилася основна маса новоприбулих робітників і фахівців. Значно зросло населення і в старих селищах.
20 березня 1931 року КАЗЦИК постановив утворити Карагандинську робочу Раду з самостійним бюджетом з безпосереднім підпорядкуванням КАЗЦИКу. Його центр знаходився в селі Велика Михайлівка, що увійшло пізніше до складу міста. У 1931 році шахтарське поселення Караганда перетворено в робітниче селище, а в 1934 році в місто.

### Історія міста в будівництві
Упродовж усієї своєї історії Караганда забудовувалася планомірно і впорядковано, відповідно до генерального плану і проєктів «Карагандагіпрошахт» та інших інститутів. Над розробкою проєктів працювали добре підготовлені архітектори і конструктори.
Московськими архітекторами був розроблений перший генеральний план міста (1934—1938 рр.) під керівництвом Олександра Івановича Кузнецова, відомого архітектора і містобудівника, за проєктами якого було побудовано не одне місто на території всього Радянського Союзу. Нове місто було розраховане на 300 тисяч жителів. Вдало була вирішена система громадських центрів у поєднанні з прямокутною організацією транспортних магістралей і взаєморозташуванням функціональних зон. Місто повинне було стати затишним і «співмасштабним до людини».
До кінця 1960-х років населення Караганди вже становило понад 300 тисяч. Архітекторам і містобудівникам стало зрозумілим, що необхідний новий генеральний план, розрахований як мінімум на 600 тисяч осіб. Головна ідея нового генплану полягала у створенні єдиного міста, що об'єднувало Старе і Нове місто. Південно-східний район Караганди, де почалося інтенсивне будівництво, став місцем формування сучасного центру міста.
1960—1970-ті роки — час, позначений радянським містобудуванням як «будівництво панельок». Одна з переваг Караганди перед іншими містами на радянському просторі — це те, що талановиті архітектори, у їх числі Станіслав Ілліч Мордвінцев (заслужений архітектор і лауреат державної премії Республіки Казахстан), змусили панельні будинки «звиватися», грати кольором. У 1980-ті роки населення Караганди становило вже понад 600 тисяч мешканців. Нестримно зростало і саме місто. З'являлися нові мікрорайони, які стали «полігоном» для випробування нових містобудівних ідей. Архітекторам і містобудівникам удалося створити яскравий ансамбль різних за конфігурацією і поверховістю житлових будинків. У цей час ішло активне будівництво культурних пам'ятників, зводилися монументальні скульптури. У 1983 році в Караганді був побудований цирк. Проєкт викликав нарікання своєю дорожнечею і помпезністю. Проте міська влада наполягла і побудувала одну з найгарніших і найсучасніших споруд у республіці.
Наступне десятиліття стало для Караганди, так само як і для інших міст Казахстану, кризовим у всіх галузях економіки, у тому числі й містобудуванні.
З початком нового століття в місті знов закипіло будівництво: відновлюються головні вулиці, які були передбачені ще в першому плані будівництва міста, реконструюються житлові будинки, культурні й адміністративні будівлі, будуються нові помпезні торговельні центри, закладаються нові парки. До 10-річчя незалежності Казахстану побудований Етнопарк, аналогів цьому парку немає в республіці: на невеликій території відтворений ландшафт Карагандинської області.

### Караганда і українці
Розміщення довкола шахт і новобудов військово-промислового комплексу радянських концтаборів (Пєсчанлаг, Карлаг) привели до появи в цій місцевості українців, які складали до половини в'язнів. Нова хвиля ув'язнених українців наповнила концтабори повстанцями УПА і підпільниками ОУН, також члени їх родин і національно свідомі українці вивозилися на «спецпоселення». Також на заслання та в табори потрапляли священники забороненої комуністами Української греко-католицької церкви. Після звільнення з ув'язнення радянський режим забороняв повертатися українцям додому, і вони осідали в Караганді та околицях. Також сюди потрапляли випускники українських навчальних закладів і якась їх частина тут залишилась. 
В Караганді існує парафія  Покрови Пресвятої Богородиці УГКЦ, при якій діє недільна школа для дітей та українська бібліотека.
Також в місті діють об'єднання українців - "Рідне слово" та "Українки в Казахстані".

## Транспорт

### Міський транспорт
Основні види міського транспорту: автобуси, тролейбуси і маршрутні таксі. В день міський транспорт перевозить 470 тисяч осіб. Основну частину пасажирообігу беруть на себе автобуси — 74 % всіх пасажирів, маршрутні таксі — 24 %, тролейбуси — 2 % пасажирів.(данні 2005 року)

### Міжміський транспорт
Аеропорт «Сари-Арка» пов'язує Караганду з багатьма містами світу. Він забезпечує прийом і випуск всіх типів літаків.
Залізничний вокзал Караганди, знаходиться в центрі міста. Поруч розташований автовокзал, утворюючи дуже зручний транспортний вузол. З Карагандинського автовокзалу вирушають автобуси не лише по Казахстану, але і по Росії (міста Томськ, Омськ, Новосибірськ, Барнаул, Кемерово, Єкатеринбург, Тюмень, Казань), до Монголії (місто Улгій) і Киргизії (місто Бішкек).

## Промисловість
У Караганді працюють великі підприємства вугільної промисловості. Машинобудування, металообробка, харчова промисловість. Обсяг виробництва промислової продукції міста в 2005 році склав 64,1 млрд.тенге.

### Харчова промисловість
Найбільші підприємства:
- Хлібозавод — ВАТ «Караганди-нан»
- ВАТ «Карагандинський маргариновий завод»
- ВАТ «Цукерки Караганди»[13].
- ЗАТ ІП «Ефес Караганда пивоварний завод»
- ТОО «Акнар» — птахофабрика.

### Машинобудування і металообробка
Провідними підприємствами машинобудівної галузі є: ЗАТ «Карагандинський завод електротехнічного устаткування», «Карагандинський машинобудівний завод ім. Пархоменко», АОЗТ «КАРГОРМАШ-ІТЕКС»(Завод, вже не діє), ТОО фірма «Механомонтаж», ВАТ «Карагандинський літейно-машинобудівній завод», ВАТ «Автоматика», ТОО «Булат», «Езанол», ТОО «Темко».

## Освіта
В місті знаходиться Карагандинський державний технічний університет.

## Спорт
У місті базується хокейний клуб «Сариарка», який виступає в Казахстанській хокейній лізі і в чемпіонаті Росії серед команд вищої ліги.

## Клімат
Клімат у Караганді різко-континентальний з суворими зимами, спекотним літом і замалою річною кількістю опадів..
Влітку рослинність вигоряє.
| Показник               | Січень | Лютий | Березень | Квітень | Травень | Червень | Липень | Серпень | Вересень | Жовтень | Листопад | Грудень | Рік |
| Абсолютний максимум °С | 9      | 6     | 22       | 31      | 36      | 39      | 40     | 40      | 37       | 28      | 19       | 12      | 40  |
| Середній максимум °С   | -9     | -9    | -3       | 11      | 20      | 25      | 27     | 25      | 19       | 9       | -2       | -8      | 9   |
| Середня температура °С | -14    | -14   | -6       | 5       | 13      | 19      | 21     | 18      | 12       | 3       | -5       | -11     | 3   |
| Середній мінімум °С    | -19    | -19   | -12      | -1      | 6       | 12      | 14     | 11      | 6        | -1      | -10      | -16     | -2  |
| Абсоютний мінімум      | -42    | -41   | -35      | -24     | -10     | -2      | 3      | -1      | -7       | -19     | -38      | -43     | -43 |
| Норма опадів           | 21     | 19    | 18       | 22      | 36      | 36      | 41     | 33      | 22       | 35      | 27       | 22      | 332 |
| ---------------------- | ------ | ----- | -------- | ------- | ------- | ------- | ------ | ------- | -------- | ------- | -------- | ------- | --- |

## Персоналії
- Барулін Костянтин Олександрович (нар. 1984) — російський хокеїст.
- Йосип Верт (нар. 1952) — ординарій Преображенської єпархії в Новосибірську, католицький єпископ, єзуїт.
- Воробйов Павло Сергійович (нар. 1982) — російський хокеїст.
- Гаврилін Андрій Юрійович (нар. 1978) — казахстанський хокеїст.
- Головкін Геннадій Геннадійович (нар. 1982) — казахстанський професійний боксер.
- Кадиров Ахмат Абдулхамидович (1951—2004) — чеченський релігійний і державний діяч. Перший Президент Чеченської Республіки.
- Кайша Атаханова (нар. 1957) — казахська біолог, громадська діячка.
- Кручинін Андрій Анатолійович (нар. 1978) — російський хокеїст.
- Младецький Ігор Костянтинович (нар. 1946) — український науковець.
- Муравйов Володимир Павлович (нар. 1959) — радянський легкоатлет, олімпійський чемпіон.
- Нефедьєв Євген Іванович (1970—2016) — молодший сержант Збройних сил України, учасник російсько-української війни.
- Панін Григорій Валерійович (нар. 1985) — російський хокеїст.
- Подгайська Ольга Сергіївна (нар. 1981) — композитор, органіст, викладач музичних дисциплін.
- Радовський Марат Давидович (нар. 1946) — український кінооператор.
- Микола (Сімкайло) (1952—2013) — єпископ Української греко-католицької церкви.
- Сон Едуард Васильович (нар. 1964) — радянський та казахський футболіст.
- Стеклов Володимир Олександрович (1948) — радянський і російський актор театру і кіно.
- Фінонченко Андрій Юрійович (нар. 1982) — казахстанський футболіст.
- Франскевич Денис Валерійович (нар. 1981) — російський хокеїст.
- Гарник Тетяна Петрівна – український лікар-терапевт, доктор медичних наук, професор.